# Джордж Ратсі
Джордж Ратсі (англ. George Ratsey, 25 липня 1875 — 25 грудня 1942) — британський яхтсмен.
Бронзовий призер Олімпійських Ігор 1908 року в класі 8 метрів.